# 張浚華
張浚華，香港著名兒童刊物《兒童樂園》的最後一任社長。因將日本漫畫《多啦A夢》（叮噹》）引進香港而有港產「叮噹之母」之稱。

## 簡歷
1961年，張浚華在新亞書院哲學系畢業，其後從事出版工作。她先在友聯出版社負責《中國學生周報》的編輯工作，至1963年因《兒童樂園》欠缺人手，於是被調到該刊工作，其後更出任職社長 。期間將日本漫畫《多啦A夢》（時稱《叮噹》）引入香港。漫畫主角的中文名稱包括「叮噹」、「大雄」、「靜宜」、「牙擦仔」和「技安」等，也是由她所創，故有「叮噹之母」的稱謂。
張浚華在《兒童樂園》於1994年停刊後退休。
2012年，《兒童樂園》創辦人羅冠樵逝世，張浚華為他出版復刻版《西遊記》及《小圓圓》。
2013年，年逾70歲的張浚華在照顧近90歲的丈夫時，不慎跌倒以致脊椎骨塌陷，需留院兩個多月。
2013年11月8日，張浚華與一位不具名《兒童樂園》讀者將一共1006期《兒童樂園》電子化，並設立網站免費供人下載 。
2014年2月14日(正月十五) 晚上10:39分，張浚華丈夫李國鈞辭世 。